# Martina Kiššová
Martina Kiššová (Bratislava, 26 maggio 1993) è un'ex cestista slovacca.

## Carriera
Con la Slovacchia ha disputato i Campionati europei del 2015.